# Hepoiarvi
Hepoiarvi (în rusă Хепоярви, în finlandeză Hepojärvi — „lacul calului”), pe hărțile vechi apare varianta Ghepoiarvi (în rusă Гепоярви), este un lac de pe istmul Carelia, în raionul Vsevolojsk din regiunea Leningrad, la nord-est de satul Toksovo. 
Lacul se află la o altitudine de 60 de metri. Are adâncimea medie de 4,1 m, iar cea maximă de 12,5 m. Fundul lacului este format din nisip lutos. Lacul Hepoiarvi este separat de lacul Kavgolovskoe printr-o fâșie nisipoasă îngustă (până la 500 m) cu o lungime de 4-5 km.